# Пітер Кауен
Пітер Кауен (англ. Peter Cowan, повне ім'я — Пітер Волкіншоу Кауен / Peter Walkinshaw Cowan; *4 листопада 1914, Перт, Австралія — †6 червня 2002, Австралія) — австралійський письменник-новеліст.

## Біографія
Народився в 1914 році в престижному південному передмісті міста Перта у сім'ї Нормана Волкіншоу Кауена (Norman Walkinshaw Cowan) та Марі-Емілі Джонстон (Marie Emily Johnston). Бабуся майбутнього письменника була першою жінкою-австралійським парламентарем Едіт Дірксі-Кауен (Edith Dircksey Cowan). Родина Кауенів походить з низки родів західноавстралійських піонерів — власне Кауенів, Браунів з Йорка та Віттенумів (Wittenoom).
Після закінчення Веслі-коледжу (Wesley College) у Перті в 1930 році, Кауен працював клерком, був фермером. Потому здав іспити до Пертського технічного коледжу (Perth Technical College), далі вступив до Університету Західної Австралії (1938). Після закінчення навчання працював вчителем у Веслі-коледжі.
Одружився з Еді Говард (Edie Howard), вони мали сина Джуліана (Julian). У роки Другої світової війни П. Кауен служив у ВПС Австралії (RAAF), тоді ж (1943) родина переїхала до Мельбурна. Вже у Мельбурні Пітер Кауен увійшов у літературне модерністське коло «Злі пінгвіни» (Angry Penguins).
По війні, Кауен повернувся до Перта і чимало років викладав англійську та географію у Скотч-коледжі (Scotch College). У 1964 році він став старшим викладачем (Senior Tutor) з англійської в Університеті Західної Австралії, а вже після виходу на пенсію — почесним членом-дослідником (Honorary Research Fellow).
Член Ордену Австралії з 1987 року, в 1992 році Пітеру Кауену була присуджена австралійська літературна премія Патріка Вайта, має низку інших нагород і почесних звань.
Помер у 2002 році.

## З творчості
Пітер Кауен опублікував 8 збірок новел, 5 романів і 3 біографії. Він також був редактором 2 книжок щоденників і кореспонденції та співредактором 7 збірок оповідань.
Серед збірок новел Кауена:
- Drift (1944);
- The unploughed land (1958);
- The empty street (1965);
- The tins and other stories (1973);
- Mobiles (1979).

Перший опублікований твір Кауена — коротке оповідання Living видали Angry Penguins у 1943. Відтак протягом наступних 2 десятиліть письменник публікував свої новели. Нерідко героєм оповідань Кауена є самотня особистість, відчужена в сучасному суспільстві споживання, конфлікт якої із соціумом є неминучим.
За свій перший роман — «Літо» (Summer) автор отримав стипендію Літературного фонду Співдружності (Commonwealth Literary Fund Fellowship); інші романи Кауена — Seed (1966), The Color of the Sky (1986), The Hills of Apollo Bay (1989).
У пізніші роки письменник зосередився на записі родинної історії австралійських піонерів. Так, він написав біографію своєї бабусі Едіт Дірксі-Кауен, озаглавлену A Unique Position (1978), біографію свого дядька Мейтланда Брауна (Maitland Brown, 1988), видав родинну кореспонденцію.
Протягом багатьох років Пітер Кауен був співредактором літературного часопису Westerly, написав для нього чимало статей і рецензій.
Окремі оповідання Пітера Кауена перекладені низкою іноземних мов.